# Загальний каталог змінних зір
Зага́льний катало́г змі́нних зір (скорочено — ЗКЗЗ, рос. ОКПЗ — Общий Каталог Переменных Звёзд, англ. GCVS — General Catalog of Variable Stars) — каталог змінних зір, що спільно ведеться та видається російським Державним астрономічним інститутом ім. Штернберга (ДАІШ) та інститутом астрономії Російської академії наук.

## Історія
Перший перелік із дванадцяти змінних зір склав 1786 року Едвард Піготт.
1844 року Фрідріх Аргеландер опублікував перелік із 18 змінних зір у  Schumacher's Jahrbuch. 
Потім 1854 року Роберт Поґсон опублікував перелік із 53 змінних у Radcliffe Observations.
Перший справжній каталог, який налічував 123 змінних зорі, опублікував 1864 року Георг Шамбер (англ. George W. Chambers) в Astronomische Nachrichten.
Наступні каталоги збирав та публікував в Astronomical Journal Сандлер (англ. S.C. Chandler): 1888-го — 225 змінні зорі; 1893-го — 260; 1896-го — 386 змінних. Того ж року в тому самому журналі Робертс (англ. Roberts) опублікував перелік 94 змінних південної півкулі (зі схиленням нижче -30°). 
1900 року німецьке астрономічне товариство (нім. Astronomische Gesellschaft) створило спеціальну комісію, яка у 1900—1942 роках опублікувала в Astronomische Nachtrichten 40 переліків із затвердженими позначеннями для нововідкритих змінних. Для кожної зорі подавалися її координати, мінімум та максимум яскравості, імовірний тип змінності та посилання на публікації, в яких повідомлялося про відкриття.
Після Другої світової війни ситуація в Німеччині зробила неможливим ведення там масштабних досліджень змінних зір, хоча до того німецька астрономічна школа відігравала провідну роль у цій галузі. 
За рішенням Міжнародного астрономічного союзу (МАС) 1946 року ведення каталогів змінних зір було доручено радянським астрономам.
Перше видання каталога — ЗКЗЗ-1, що містило дані про 10 930 змінних, побачило світ 1948 року за редакцією Б.В. Кукаркіна та П.П. Паренаго. Друге видання було здійснено 1958 року, а третє — 1968 року (20 448 зір). Останнє, четверте видання публікувалося в трьох томах протягом 1985—1987 років. Його було завершено 1990 року четвертим томом, який містить різні таблиці (зокрема, перехресну ідентифікацію змінних зір каталога за іншими каталогами). 1995 року випущено п'ятий (останній) том цього видання, що містить позагалактичні змінні джерела та наднові зорі.
Наразі каталог ведеться в електронному вигляді, а публікуються лише доповнення, що містять переліки тих зір, які додано до каталогу за відповідний період (англ. Name-List of Variable Stars). Ці публікації здійснюються в International Bulletin of Variable Stars (IBVS), що видається обсерваторією Конкоя (Будапешт). 

## Цікавий факт
ЗКЗЗ містить деяку кількість об'єктів, які (всупереч назві каталогу) не є змінними зорями. У четвертому виданні їх налічувалося 158. Здебільшого це зорі, що були класифіковані як змінні надто поспішно і, як згодом з'ясувалося — помилково: подальші спостереження їх змінність не підтвердили. Однак вони отримали відповідні позначення (як змінні) і зберігають їх надалі. Для цих зір до класифікації запроваджено окремий клас «змінності»: CST — постійні зорі, що були помилково класифіковані як змінні.

## Класифікація змінних зір GCVS-3
Відповідно до класифікації, запропонованої 1969 року, змінні зорі поділяються на три великі класи:
- пульсуючі — характеризуються повільними і безперервними змінами блиску;
- затемнені — являють собою систему з двох (іноді трьох або більше) зірок, що обертаються довкола одного центру мас.
- еруптивні — зірки, що змінюють блиск нерегулярно (або лише одного разу);

Кожен клас у свою чергу поділявся на типи, в окремих випадках виділено підтипи.

### Затемнювані змінні
В одних, типу Алголя (β Персея), блиск поза затемненням практично постійний, в інших же (типу β Ліри, типу W Великої Ведмедиці) періоди стабільності блиску відсутні, що дає підставу вважати компоненти цих систем еліпсоїдальними, витягнутими взаємним тяжінням. Зміна блиску поза затемненням у таких систем пояснюються неперервною зміною оберненої до спостерігача площі поверхні зір. Періоди зміни блиску затемнюваних зір (що збігаються з орбітальним періодом) дуже різноманітні: від десятків хвилин до десятків років.
Такі системи надають унікальну можливість визначення низки важливих характеристик зір, особливо в тому випадку, якщо відомі відстані до системи та крива зміни променевих швидкостей зірок, що входять до системи. За часом затемнення можна обчислити діаметр зорі у частках великих півосей їхніх орбіт, а потім — і в кілометрах. За світністю L й розмірами зір можна знайти ефективну температуру їх поверхні. Спостерігаючи зміни спектра протягом затемнення, можна вивчити будову атмосфери зорі, яка затемнює (крізь яку просвітлюється другий компонент системи), на різних глибинах.

### Пульсуючі змінні
У більшості випадків можна із впевненістю сказати, що зміни блиску зумовлено пульсацією зір.
Їх поділяють на такі типи:
- цефеїди — жовті гіганти та надгіганти зі періодами від 1 доби до 135 діб (можливо навіть до 200 діб). Характеризуються відомою залежністю між періодом пульсацій та світністю, що дозволяє визначати відстань до зірки за спостережуваним періодом пульсацій. За цю рису отримали образну назву маяки Всесвіту. 
Виокремлюють два підкласи, які дещо відрізняються:
  - класичні цефеїди або цефеїди плоскої складової галактики (DCEP, DCEPS, CEP(B));
  - цефеїди сферичної складової галактики (CWa, CWb, BLBOO);
- змінні типу RV Тельця (RV, RVa, RVb) — надгіганти спектральних класів F-G у максимумі. Характеризуються подвійними хвилями пульсацій. Формальні періоди — від 30 до 150 діб;
- змінні типу RR Ліри (RRab, RRc, RR(B)). Крива блиску подібна до цефеїд, але період пульсацій — від 5 до 30 годин. Досить тривалий час їх називали короткоперіодичними цефеїдами, але вживання цього терміну наразі не рекомендується[7]; їх світність майже не залежить від періоду і становить близько 0m, тобто це жовті гіганти. Найчисленніший клас змінних. До нього належать старі зорі з масою менше сонячної, що здолали значну частину еволюційного шляху і мають перетворитися на червоних гігантів.
- змінні типу δ Щита (DSCT)— дуже короткоперіодичні змінні (від кількох хвилин до кількох годин) із невеликими амплітудами (0,2m — 0,7m). Абсолютна зоряна величина — від +2 до +4. Це зорі головної послідовності, подібні до Сонця;
- змінні типу ZZ Кита (ZZ, ZZa, ZZb) — пульсуючі білі карлики, що змінюють блиск із періодичністю від 30 секунд до 25 хвилин та невеликими амплітудами (до 0,2m);
- довгоперіодичні змінні типу Міри (M, M:). червоні гіганти, характеризуються повільними пульсаціями з добре вираженою періодичністю від 80 до 1000 діб та досить значними амплітудами змін блиску (більше 2,5m) у видимому світлі;
- напівправильні змінні (SRa, SRb, SRc, SRd) — червоні гіганти із амплітудою змін блиску, що не перевищує 2,5m, та періодами від 20 до 2300 діб. Амплітуди та періоди пульсацій можуть зазнавати змін.
- неправильні змінні (Lb — гіганти, Lc — надгіганти) — за визначенням це повільні пульсуючі змінні, позбавлені періодичності або зі слабко позначеною періодичністю. Але належність багатьох зір до цього класу зумовлена лише їхньою недостатньою вивченістю, тому деякі дослідники досить емоційно називають його смітником класифікації[8].

### Еруптивні змінні
Зміни блиску еруптивних зір пов'язують з процесами виверження речовини, що відбуваються на зорях чи навколо них, або ж із вибухами самих зір.
Класифікація GCVS-3 виділяє два підкласи:
- нові або новоподібні;
- неправильні змінні, пов'язані з дифузними туманностями, та швидкі неправильні;

## Класифікація змінних зір GCVS-4
Збільшення кількості та точності спостережень, методів їхнього аналізу призвели до виявлення нових типів змінності.
Вдосконалення методів спостереження, як то спостереження поза межами видимого спектра, зокрема, в інфрачервоному та ультрафіолетовому діапазоні, у рентгенівських променях, надають нові дані щодо змінності зір.
Із часом поступово з'ясовується зв'язок між різними типами змінності, деякі об'єкти належать до різних типів змінності одночасно.
Уточнення класифікації було зроблено під час підготовки четвертого видання каталогу змінних зір.
Вчені запропонували виділити окремі класи для зір, змінність яких пов'язана виключно з їхнім обертанням. Вважається, що такі зорі мають на поверхні «плями» (зниженого чи підвищеного блиску).
Було визнано доцільним виділення з класу еруптивних зір до окремого класу вибухових та новоподібних змінних.
Суттєво змінено класифікацію затемнюваних у подвійних системах.
Водночас було визнано доцільним максимально зберегти скорочені позначення вже існуючих типів для запобігання плутанини надалі.
Таким чином нова класифікація виокремлює сім класів, які своєю чергою поділяють на типи (та підтипи):
1. еруптивні (FU, GCAS, I, IA, IB, IN, INA, INB, INT, IT, IN(YY), IS, ISA, ISB, RCB, RS, SDOR, UV, UVN, WR),
2. пульсуючі (ACYG, BCEP, BCEPS, CEP, CEP(B), CW, CWA, CWB, DCEP, DCEPS, DSCT, DSCTC, GDOR, L, LB, LC, M, PVTEL, RPHS, RR, RR(B), RRAB, RRC, RV, RVA, RVB, SR, SRA, SRB, SRC, SRD, SXPHE, ZZ, ZZA, ZZB);
3. що обертаються (ACV, ACVO, BY, ELL, FKCOM, PSR, SXARI);
4. катаклізматичні (вибухові та новоподібні змінні) — це змінні, що показують спалахи, викликані термоядерними вибухами, що відбуваються або в їхніх поверхневих шарах (нові), або в глибоких надрах (наднові). Термін «новоподібні» використовується для змінних, які показують спалахи, викликані швидким виділенням енергії в навколишній простір (зірки типу UG), а також для об'єктів, що не показують таких спалахів, але подібні до нових за спектральними (або іншими) характеристиками у мінімумі блиску. Більшість вибухових та новоподібних є тісними подвійними системами, їхні компоненти дуже впливають на еволюцію одна одної. Часто спостерігається, що гаряча карликова компонента оточена акреційним диском, утвореним із матерії, що втратила друга, холодніша та більша компонента. Цей клас поділяється на такі типи:
  - N — Нові. У результаті спалаху збільшують свій блиск у 103—106 разів (на 7-19m);
    - NA — швидкі нові, які характеризуються швидким підйомом блиску;
    - NB — повільні нові;
    - NC — нові з дуже повільним розвитком, які більше десяти років залишаються в максимумі блиску, і дуже повільно згасають;
    - NR — повторні нові. Відрізняються тим, що у них зафіксовано не один спалах, а два (або більше) з інтервалом від 10 до 80 років. Згідно з сучасними уявленнями, всі нові мають бути повторними. Для більшості з них спостерігався лише один спалах тільки тому, що період між спалахами дуже великий;

  - SN — наднові. У результаті вибуху збільшують блиск більш ніж на 20m;
    - SNI — наднові I типу. У спектрах спостерігаються лінії важких елементів (Si, Ca), відсутні лінії водню; оболонка, що скидається, також майже не містить водню. Мають характерні, майже однакові криві блиску;
    - SNII — наднові II типу. У спектрах спостерігаються лінії водню; оболонка складається здебільшого з водню та гелію. Різноманітніші криві блиску;

  - NL — новоподібні змінні зорі, недостатньо вивчені. Іноді після належного дослідження окремі об'єкти класифікують до інших видів;
    - UG — змінні типу U Близнюків, ще називають карликовими новими. Тісні подвійні системи, орбітальні періоди від 0,05 до 0,5 діб. Зазвичай спостерігаються невеликі швидкі флуктуації, але час від часу блиск швидко зростає на кілька зоряних величин, а потім за кілька днів повертається до попереднього стану.
    - UGSS — змінні типу SS Лебедя. Змінюють свій блиск за 1-2 доби на 2-6 зоряних величин і через кілька днів повертаються до початкового блиску.
    - UGSU — змінні типу SU Великої Ведмедиці. Характеризуються наявністю двох типів спалахів — нормальних та надмаксимумів.
    - UGZ — змінні типу Z Жирафи. Показують циклічні спалахи, але іноді після спалаху не повертаються до початкового блиску.
    - ZAND — симбіотичні змінні типу Z Андромеди[11].
5. затемнювані в подвійних системах (Е):
  - змінні типу Алголя (EA) — головний мінімум добре помітний, вторинний мінімум значно слабший, може бути взагалі відсутній. Поміж затемненнями блиск практично постійний;
  - змінні типу β Ліри (EB) — крива блиску має два нечіткі мінімуми різної глибини, а між ними блиск неперервно змінюється;
  - змінні типу W Великої Ведмедиці (EW) — на кривій блиску два нечітких мінімуми приблизно однакової глибини, між ними блиск змінюється неперервно;
6. тісні подвійні оптично змінні — інтенсивні рентгенівські джерела (X, із типами та підтипами XB, XF, XI, XJ, XND, XNG, XP, XPR, XPRM, XM);
7. інші:
  - зорі, що не отримали належної класифікації:
    - L: — недосліджені змінні з повільними змінами блиску;
    - S: — недосліджені змінні зі швидкими змінами блиску;
    - * — унікальні (пекулярні) змінні, що не знаходять класифікації у межах перелічених вище типів;

  - об'єкти, що були помилково класифіковані як змінні зорі:
    - CST — постійні зорі. Свого часу були підозрювані у змінності та поспішно класифіковані як змінні. Подальші спостереження їхню змінність не підтвердили;
    - BLLAC — позагалактичні об'єкти (типу BL Ящірки). Компактні квазізоряні об'єкти із майже неперервним спектром, дуже слабкими лініями емісії та поглинання і порівняно швидкими змінами блиску з амплітудою до 3m або більше;
    - GAL — оптично змінні квазізоряні позагалактичні об'єкти (активні ядра галактик);
    - QSO — оптично змінні квазізоряні позагалактичні об'єкти (квазари).

Якщо змінна зоря належить одночасно до кількох типів змінності, ці типи поєднують знаком + (наприклад, E+UG, UV+BY).
У подальших дослідженнях було виявлено нові типи змінності (ZZO, AM, R, BE, LBV, BLBOO, EP, SRS, LPB).